# Steinzeitmuseum Korb-Kleinheppach
Das Steinzeitmuseum Korb-Kleinheppach ist ein Museum mit steinzeitlichen Funden in Kleinheppach, einem Ortsteil der Gemeinde Korb im Rems-Murr-Kreis. Das Museum befindet sich im Dorfgemeinschaftshaus und beherbergt eine der bedeutendsten Privatsammlungen von Fundstücken aus der Steinzeit in Baden-Württemberg.

## Dauerausstellung
Die  Dauerausstellung in einem knapp 280 m² großen Raum führt in einem chronologischen Gang durch die Vor- und Frühgeschichte mit Schwerpunkt auf die Alt-, Mittel- und Jungsteinzeit. Nach aktuellen museumspädagogischen Gesichtspunkten gestaltet, konzentriert sich die Ausstellung auf die bedeutendsten Stücke aus der Sammlung des Amateurforschers Eugen Reinhard (* 18. April 1900 in Großheppach; † 9. Dezember 1991 in Kleinheppach). Seine Funde stammen vorwiegend aus der näheren und weiteren Umgebung des Museumsorts.
Die Ausstellung präsentiert zu Beginn eine Übersicht über die Geologie der Region mit Belegfossilien und typischen Mineralien. Ein besonders hervorgehobener Faustkeil, der erste wichtige Fund Eugen Reinhards, belegt, dass das vordere Remstal, in dem Kleinheppach liegt, in der mittleren Altsteinzeit vor 50.000 Jahren vom Neandertaler besiedelt war. Neben anderen eiszeitlichen Tierknochen wird ein großes Stück von einem Mammutstoßzahn gezeigt, das an der Straße nach Großheppach gefunden wurde. Mitten im Raum steht eine große Jurte aus Pferdefell mit einer Videostation zur Methode des Feuermachens in der Steinzeit.
Zu den steinzeitlichen Exponaten gehören im Wesentlichen Pfeilspitzen, Schaber, Klingen, Beile und Gefäße. Diese lokalen Funde werden durch die reich bebilderten Informationstafeln in übergeordnete Aspekte der Vor- und Frühgeschichte eingeordnet, nicht zuletzt durch die zahlreichen Querverweise auf wichtige Fundstätten in ganz Europa. Repliken bedeutender und berühmter Funde aus anderen Gegenden veranschaulichen dies zusätzlich. Der Rundgang endet mit metallzeitlichen, römischen und frühmittelalterlichen Objekten.
Person, Familie und Lebenswerk des Heimatforschers Eugen Reinhard werden in einer eigenen Station ebenfalls gewürdigt, beispielsweise durch Fotos, Anekdoten, Korrespondenz mit Wissenschaftlern und mit einer kurzen Geschichte des Museums. In einigen Vitrinen finden sich bildliche Darstellungen eiszeitlicher Tiere von der Hand des Sohnes Lothar (verstorben 1991). Die Schwiegertochter Erika Reinhard führte nach dem Tod Eugen Reinhards das Museum weiter, unterstützt vom 2009 gegründeten Verein „Steinzeitmuseum Kleinheppach, Archäologie und Heimatkunde e. V.“, der heute das Museum betreibt.
Das Museum zeigt auch Sonderausstellungen, in denen Zeugnisse der Ortsgeschichte und der volkskundlich-handwerklichen Sammlung präsentiert werden. Teile der Eichenholzbalken aus der ältesten Baumkelter im Land (um 1344), die 2021 in Kleinheppach von Archäologen ausgegraben wurden, fanden ihren Platz im Museum.

## Geschichte

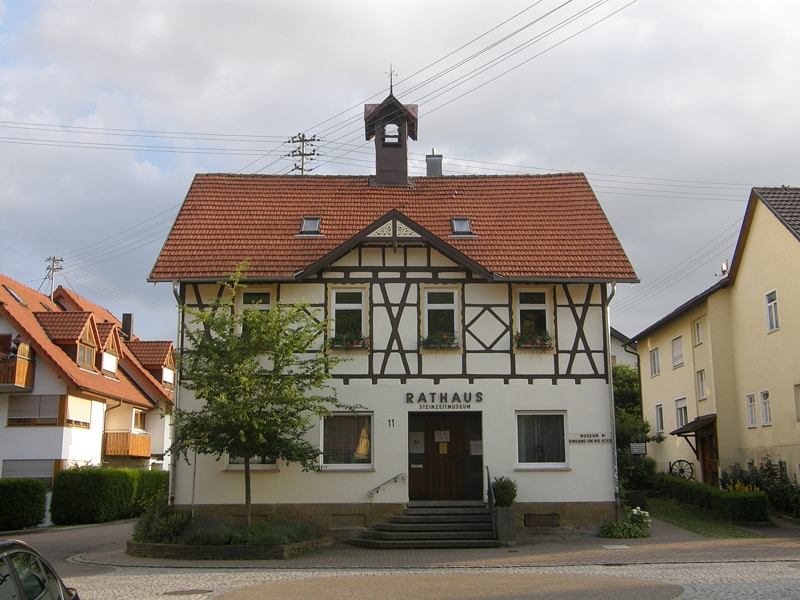
Das 2018 abgerissene ehemalige Rathaus mit dem Sitz des Steinzeitmuseums Korb-Kleinheppach

Der Heimatforscher Eugen Reinhard betrieb die Suche nach vorgeschichtlichen Fundstücken seit 1928 und legte im Lauf der Jahre eine reichhaltige Sammlung in seinem Privathaus in Kleinheppach an. Sie umfasste neben steinzeitlichen Funden auch Gegenstände aus jüngeren Epochen sowie Objekte aus dem bäuerlichen und handwerklichen Leben. Mit diesen 6000 Fundstücken und Objekten der Volkskunde wurde 1974 das Steinzeitmuseum im ehemaligen Rathaus von Kleinheppach, ein altes Schulhaus, eröffnet. Eugen Reinhard leitete sein Museum bis 1990, unterstützt von seinen Söhnen Lothar und Rolf und den Schwiegertöchtern Lore und Erika. Danach übernahm Erika Reinhard (1934–2019) diese Aufgabe.
2018 wurde das ehemalige Rathaus abgerissen und an seiner Stelle das neue Dorfgemeinschaftshaus errichtet. Dort fand das Steinzeitmuseum Platz und ist seit September 2021 wieder für die Öffentlichkeit zugänglich.

## Sonstiges
Das Museum liegt im Erdgeschoss und verfügt über einen Mehrzweckraum mit Beamer und Leinwand, z. B. für Schulklassen oder zur Nutzung durch Vereine. Im Innenhof gibt es einen Vesperplatz für etwa 30 Personen. Zum Verkauf werden Nachbildungen bekannter steinzeitlicher Kunstwerke angeboten.
Interessierte können ihr Wissen auf dem 5 km langen steinzeitlichen Rundwanderweg mit seinen acht auf das museale Angebot abgestimmten Stationen vertiefen (Start- und Endpunkt Museum). Die Route entstand im Rahmen der Remstalgartenschau 2019 und führt durch Weinberge zum aussichtsreichen Kleinheppacher Kopf.

## Exponate

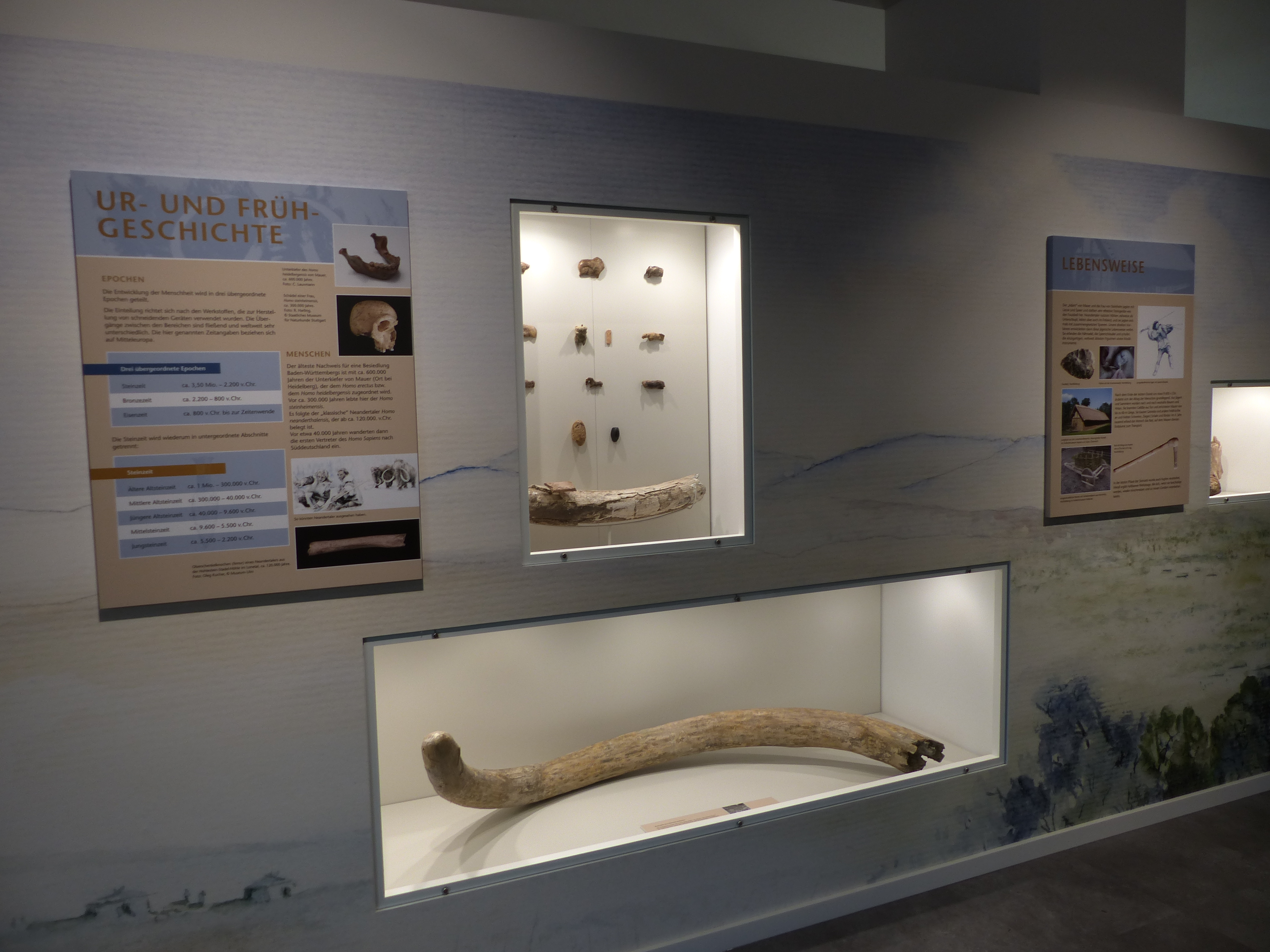
Vitrinenwand mit dem Stoßzahn eines Mammuts
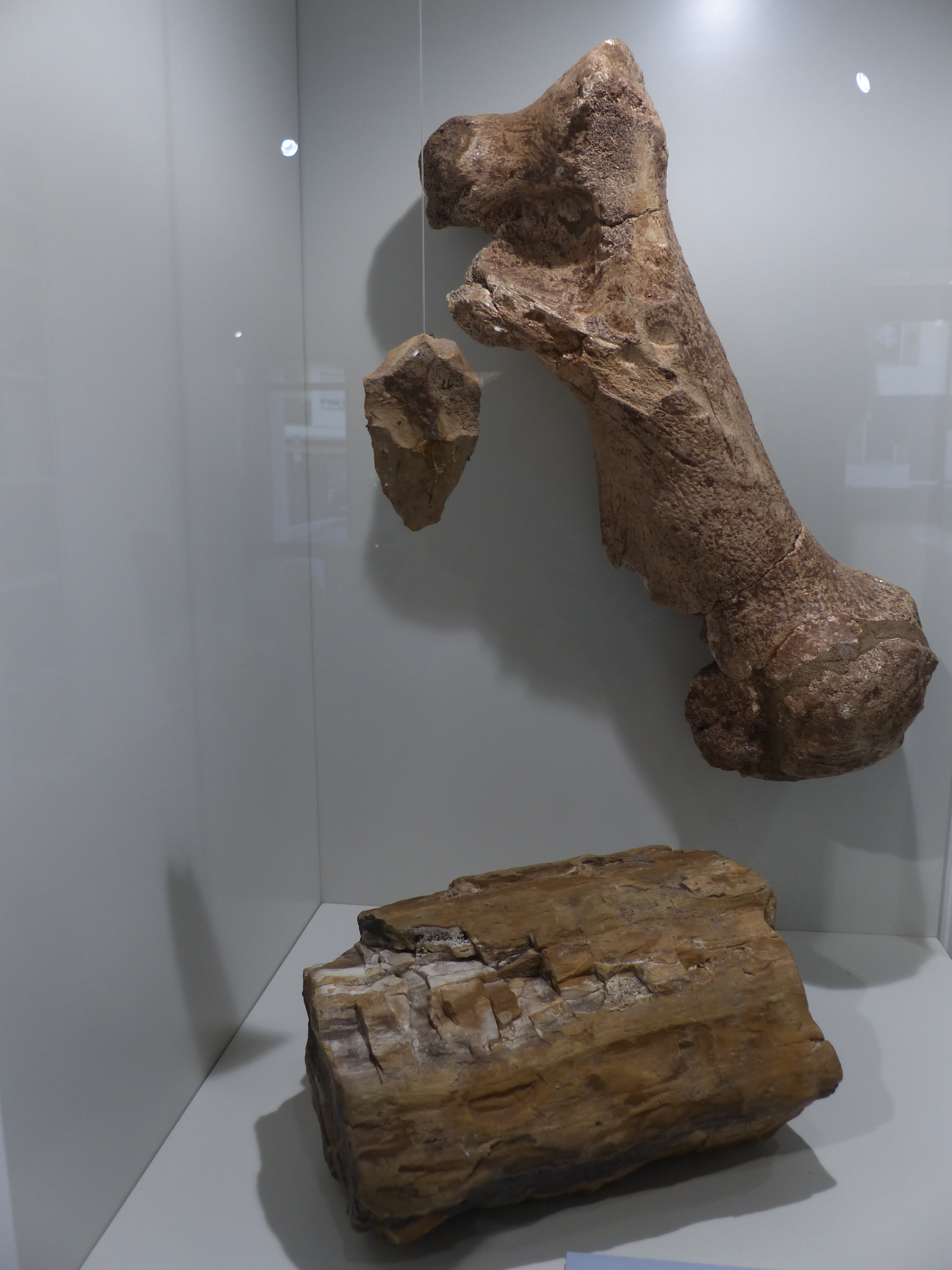
„Schwebender“ Faustkeil, Belegstück für den Neandertaler
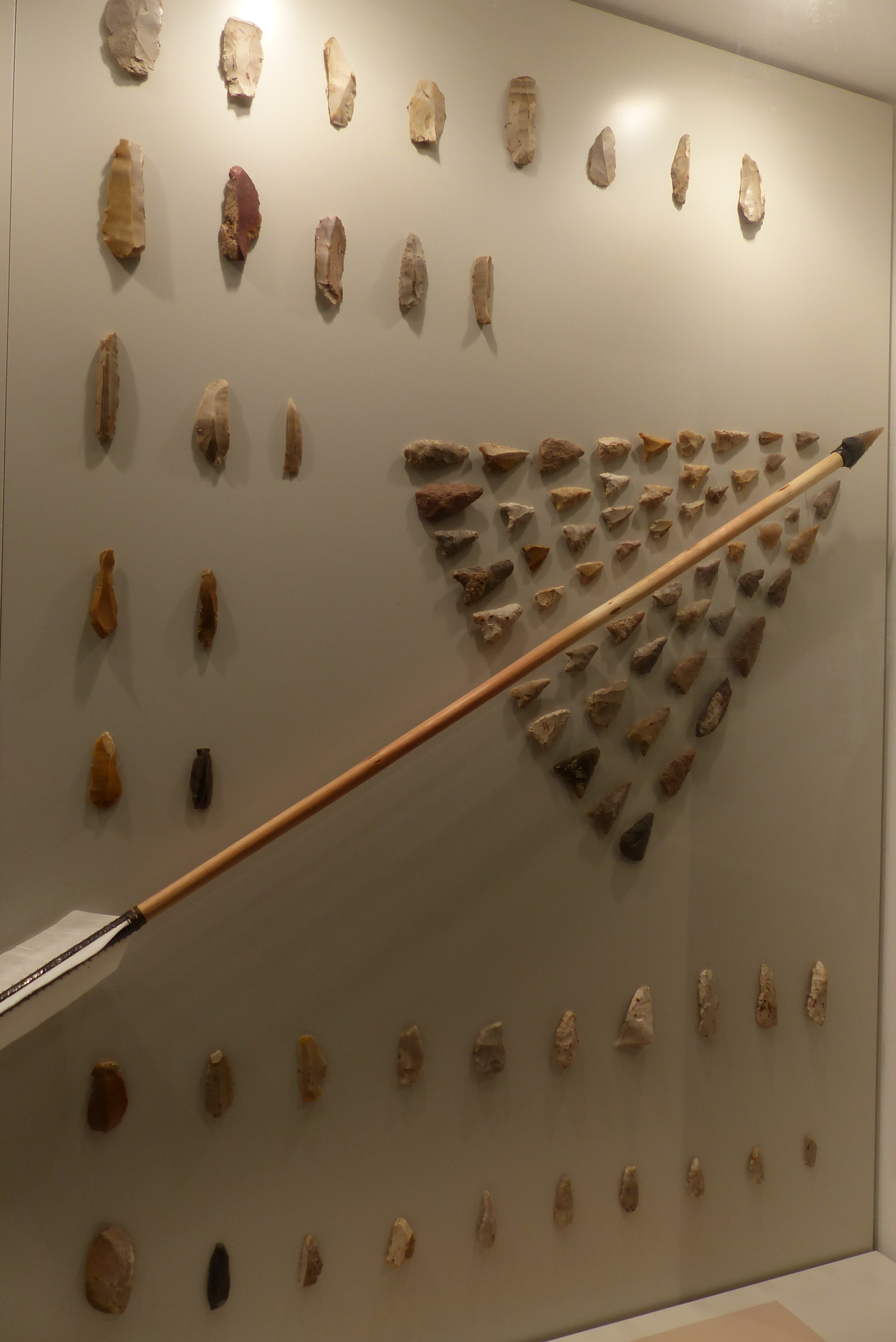
Pfeilspitzen aus verschiedenen Silexarten
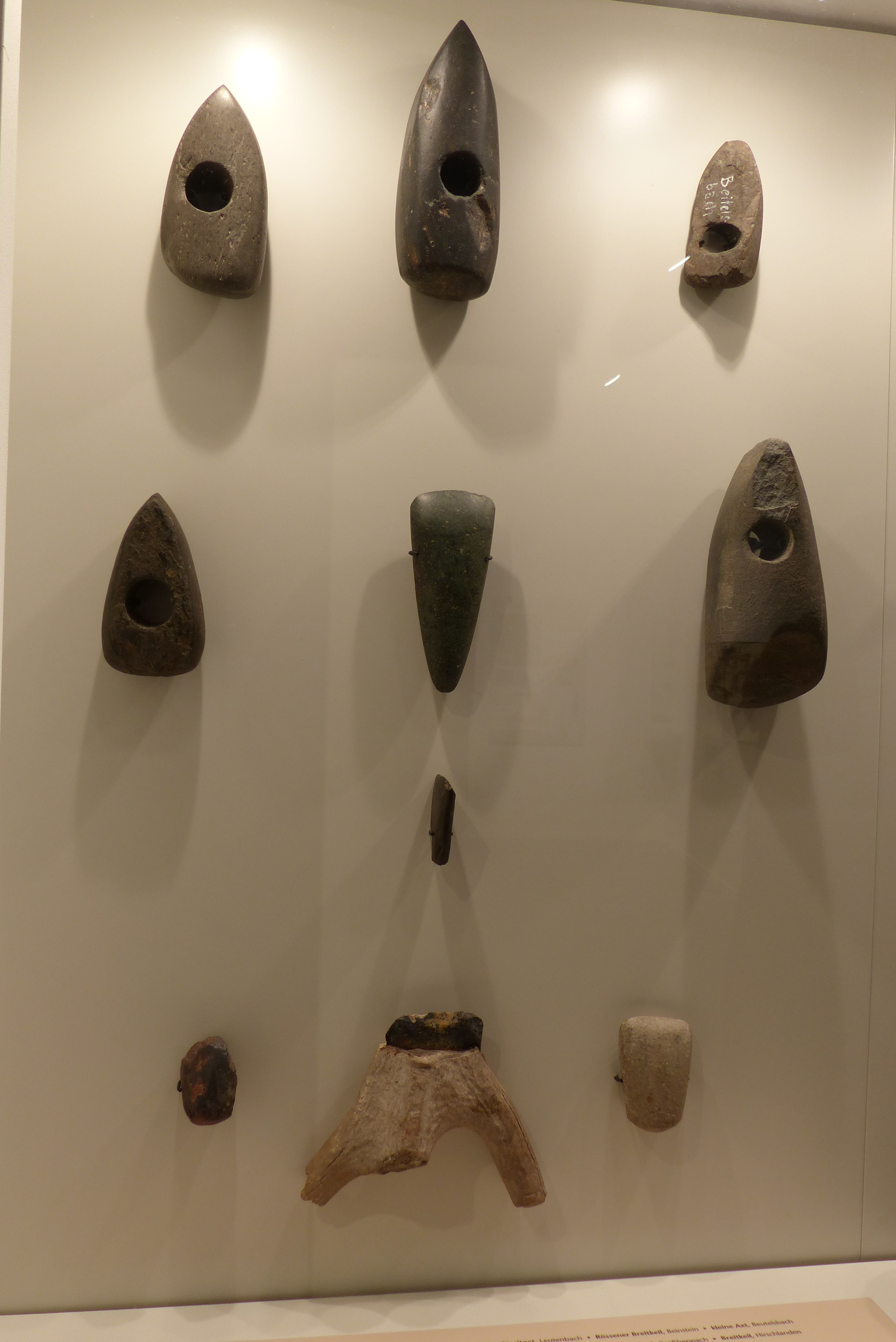
Jungsteinzeitliche Beile und Äxte (mit Loch)
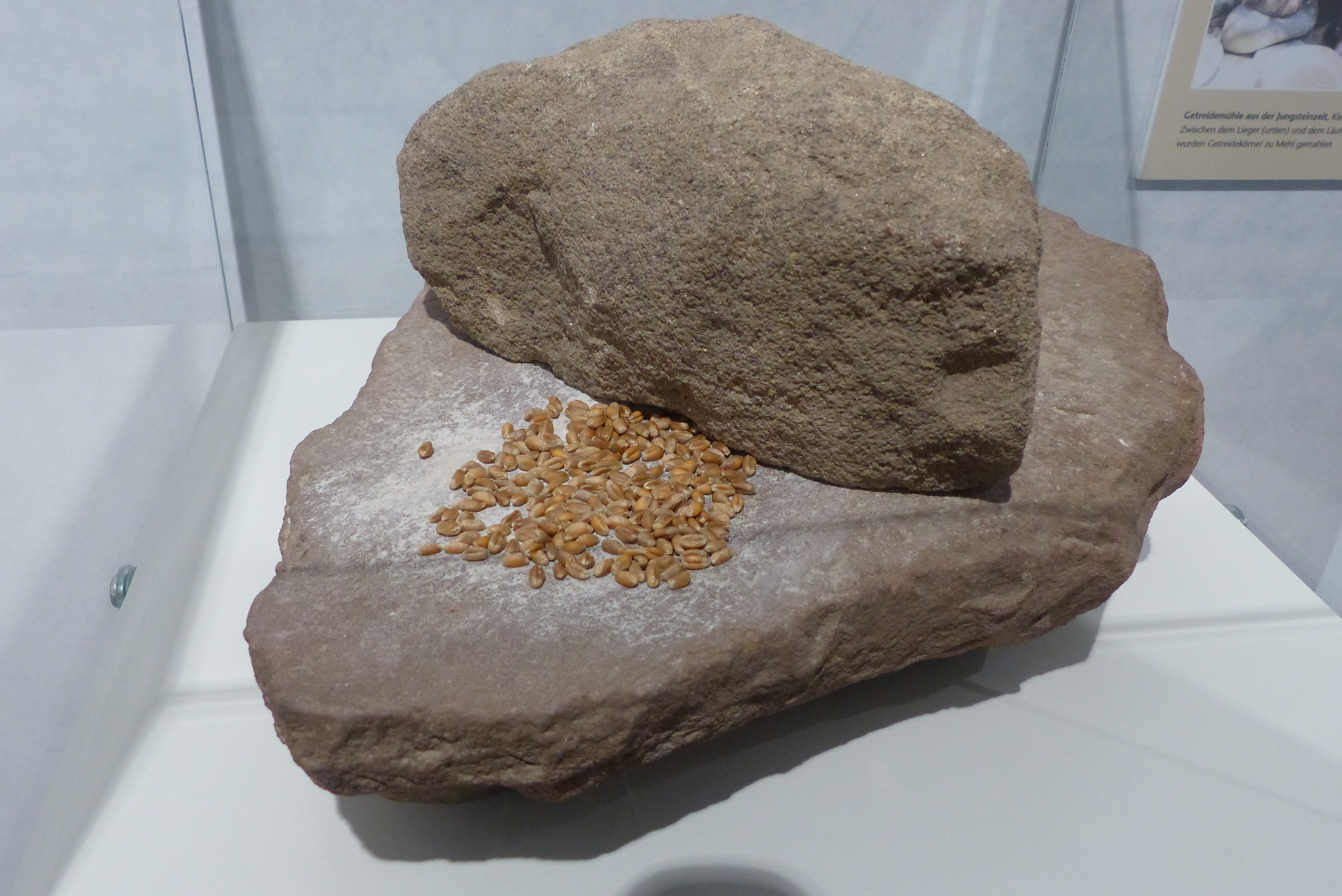
Jungsteinzeitliche Getreidemühle
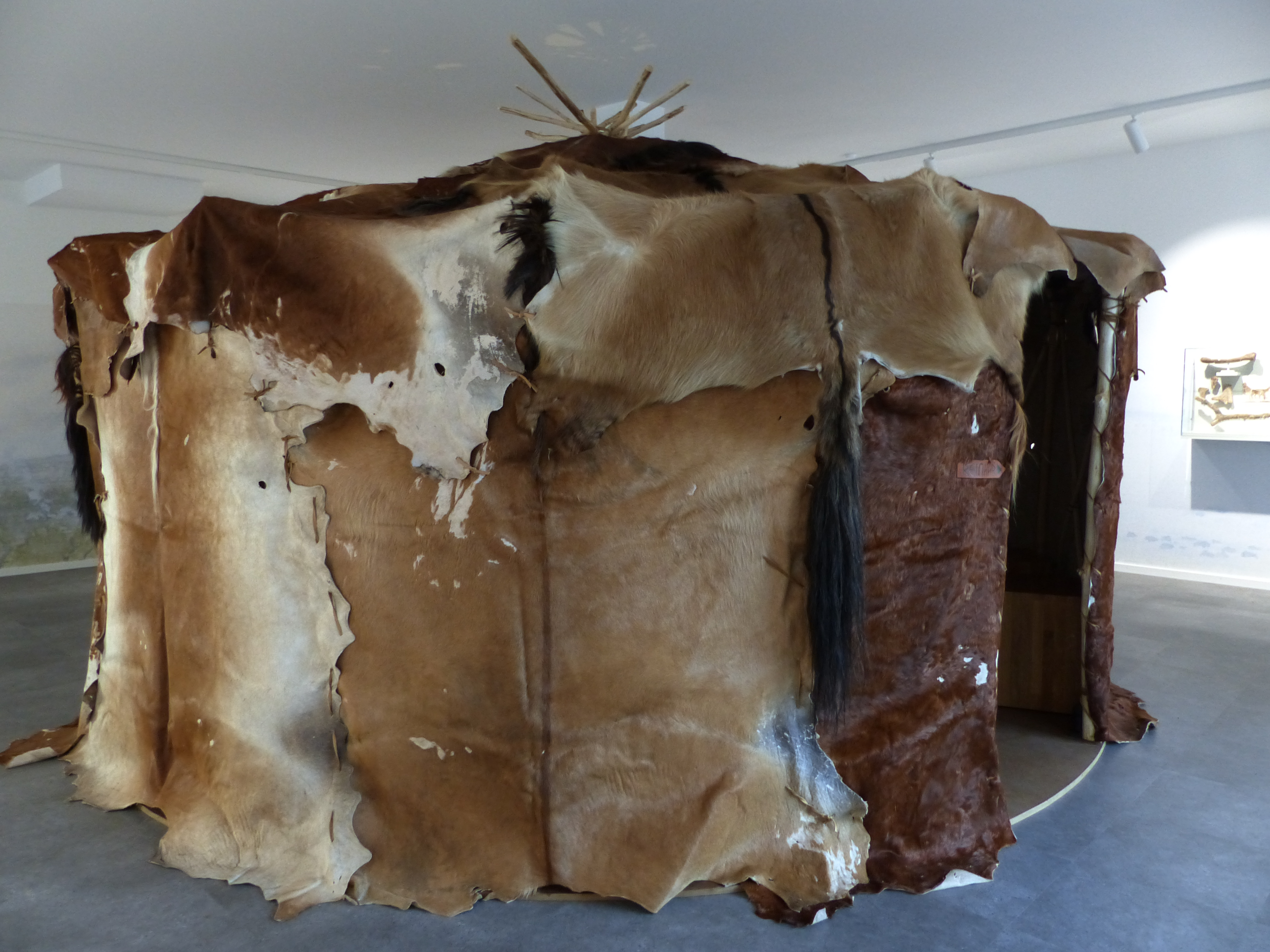
Jurte aus Pferdefellen, nach einem Grabungsbefund von Gönnersdorf